# Novasio Ridge
Novasio Ridge – grzbiet górski w Górach Admiralicji w Ziemi Wiktorii w Antarktydzie Wschodniej.

## Nazwa
Został nazwany przez Advisory Committee on Antarctic Names (tłum. „Komitet doradczy ds. nazewnictwa Antarktyki”) na cześć Richarda A. Novasio (1929–2003), głównego radiooperatora stacji Hallett podczas zimowania w 1957–1958 .

## Geografia
Novasio Ridge to grzbiet górski w Górach Admiralicji w Ziemi Wiktorii w Antarktydzie Wschodniej . Oddziela dolne partie Freimanis Glacier i Man-o-War Glacier . W całości pokryty jest lodem .

## Historia
Grzbiet został zmapowany przez United States Geological Survey (USGS) na podstawie badań terenowych i zdjęć lotniczych w latach 1960–1962 .